# Hailuoto
Hailuoto (in svedese Karlö) è un comune finlandese di 960 abitanti, situato sull'omonima isola nel Golfo di Botnia nella regione dell'Ostrobotnia Settentrionale.